# Irans moralpolis

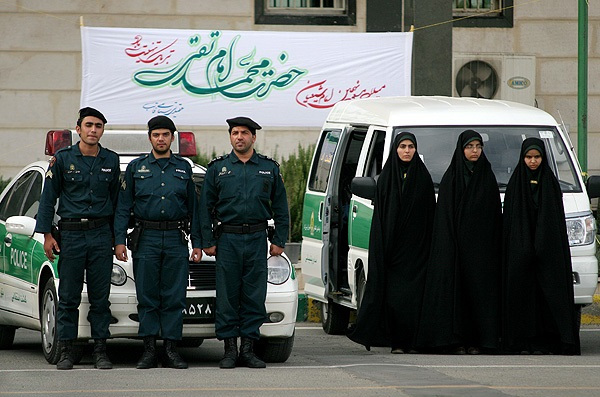
En patrull från Irans moralpolis.

Irans moralpolis, persiska: گشت ارشاد; Gašt-e eršād, ungefär "vägledningskåren", är en i Iran verksam islamisk sedlighetspolis. Den skapades 2005 för att "bekämpa laster", och den agerar framförallt mot kvinnor som bryter mot påbjuden klädkod, i synnerhet om de inte täcker håret med slöja.

## Bakgrund
Slöjan har länge varit politiserad i Iran. Efter en reform, kashf-e hejāb, var slöjan förbjuden i Iran mellan 1936 och 1941. Tanken var att modernisera landet. När förbudet upphörde efter fem år, valde många kvinnor att åter bära slöja, något som ogillades av regimen. Under den iranska revolutionen på 1970-talet valde även många sekulära kvinnor att bära slöja därför att slöjan hade blivit en symbol för oppositionen mot regimen. 
Under slutfasen av iranska revolutionen 1979 pressades kvinnor att bära slöja, och ett förslag på slöjtvång lades fram. När internationella kvinnodagen skulle firas 8 mars samma år utmynnade det i kraftfulla protester i Teheran, men en regelrätt lag om slöjtvång infördes till slut 1981. Till en början upprätthölls slöjtvånget av Islamiska revolutionens kommittéer.

## Beskrivning

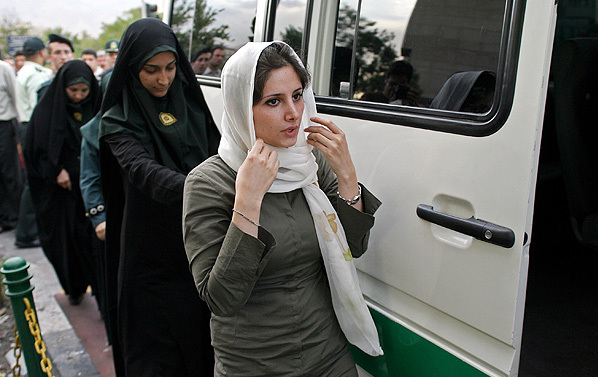
En kvinna arresteras av en kvinnlig moralpolis för att ha burit sin hijab på ett "olämpligt vis".

Irans moralpolis patrullerar i små enheter som består av män i skåpbilar som åtföljs av kvinnor klädda i chador, en heltäckande klädsel. Kvinnorna står på offentliga platser och för att stoppa andra kvinnor som till exempel inte täcker sitt hår ordentligt, med hijab eller motsvarande. Moralpolisen stoppar också par om de inte anses uppträda tillräckligt sedligt, kontrollerar äktenskapsstatus och personer som inte följer "godkända könsroller".
De utpekade kan utsättas för våld, eller hot om våld på plats, och omhändertas för att föras till fängelser eller polisstationer. Där tvingas de genomgå en "omskolning" och instrueras i hur de ska klä sig och bete sig på rätt sätt. De släpps nästan alltid samma dag, men kvinnor ska hämtas av sin far, man eller bror.
Till Mors dag 2013 belönade patrullerna kvinnor som bar en svart chador med blommor.
I september 2022 avled den 22-åriga Mahsa Amini efter att ha konfronterats av en enhet från Irans moralpolis. Det ledde till omfattande protester som dels riktade sig mot moralpolisen, men även mot slöjtvånget, regeringen och förtrycket. 
I samband med protesterna adderade Europeiska unionen moralpolisen och flera företrädare till listan över organisationer och personer i Iran som sanktioneras, enligt EU-förordningen 2022/1955, 17 oktober 2022.